# Hartmannsdorf, Saale-Holzland
Hartmannsdorf là một đô thị thuộc huyện Saale-Holzland, trong bang Thüringen, Đức. Đô thị Hartmannsdorf, Saale-Holzland có diện tích 1,63 km².